# Ippei Watanabe (calciatore)
Ippei Watanabe (渡辺 一平?, Watanabe Ippei; Prefettura di Aichi, 28 settembre 1969) è un ex calciatore giapponese, di ruolo difensore.

## Carriera
Ha militato nel Yokohama Flügels, nel Júbilo Iwata, nel Vissel Kobe, nel Mito HollyHock e nel Yokohama FC.

## Palmarès

### Club

#### Competizioni internazionali
- Coppa delle Coppe dell'AFC: 1

Yokohama Flugels: 1994-1995